# 金岡神社
金岡神社（かなおかじんじゃ）は、大阪府堺市北区金岡町にある神社。旧社格は郷社。
大和絵の様式を確立させたとされる平安時代初期の絵師である巨勢金岡を祀る神社として知られる。

## 歴史
社伝では、仁和年間（885年 - 889年）に住吉大神を竹内街道沿いに祀ったことにより創建されたと伝えられている。また難波大道の南端に存在しているという説もあるが、この近辺では発掘調査などは実施されておらず定かではない。
後に素戔嗚尊、大山咋命を配祀し、更に一条天皇の時代に巨勢金岡を合祀して、金岡神社と称するようになったというが、伝承によるとそもそも当社がある地は巨勢金岡の隠棲の地であるとされ、金岡はこの地の景観を愛して絵を描き続けたと伝えられる。
当社には頭正院という神宮寺があったが、明治時代になって神仏分離が行われると廃寺とされた。また、郷社に列せられている。その後、近隣の神社は当社に合祀されている。
以前は神社の北東約150ｍのところに金岡卿絵筆を洗ったとされる金岡淵（通称筆洗いの池）があったが、現在は埋め立てられて広場となり、石碑（碑文は正木直彦氏の筆による）がある。
また1908年（明治41年）に同区蔵前町の須牟地曽根神社を合祀するが、後に分祀した。

## 祭神
- 中御殿 - 住吉大神、素戔嗚尊、巨勢金岡、大山咋神、勝手大神
- 左御殿 - 天児屋根命、武甕槌命、経津主命、事代主命
- 右御殿 - 伊邪那岐命、天照大神、応神天皇、保食神、広国押武金日命、菅原道真

## 境内
- 本殿 3棟 - 春日造。社殿は東向きか南向きに建てられることが多いが、当社は海とゆかりの深い住吉大神を祀っているため大阪湾に向けて建てられ、西向きとなっている[4]。
  - 中御殿
  - 左御殿
  - 右御殿
- 拝殿 - 昭和初期の再建。
- 社務所

### 摂末社
- 稲荷社 - 祭神：稲荷大明神
- 楠大明神社
- 琴平神社
- 白龍大神祠

## 文化財

### 堺市指定保存樹木
- 楠 - 2本。樹齢900年と推定される御神木の楠[2]。

## 現地情報
所在地
- 大阪府堺市北区金岡町2866[2]

交通アクセス
- バス（南海バス）
  - 堺東駅、三国ヶ丘駅（北側）、新金岡駅（しもつ池停留所）から白鷺駅前行きで金岡神社前停留所下車。
  - 白鷺駅（北側）から堺東駅前行きで金岡神社前停留所下車。
- 鉄道
  - Osaka Metro御堂筋線 新金岡駅から徒歩15分
  - 南海高野線 白鷺駅から徒歩20分
- 自動車
  - 大阪府道2号大阪中央環状線「金岡口」交差点を南下。